# Arabibarbus
Genre
Arabibarbus est un genre de poissons téléostéens  de l'ordre des Cypriniformes et de la famille des Cyprinidae. 
Les Arabibarbus sont de grandes carpes d'eau douce qui se rencontrent dans la péninsule arabique, la Mésopotamie et l'Iran.

## Liste des espèces
Selon Borkenhagen, K. (2014):
- Arabibarbus arabicus (Trewavas, 1941)
- Arabibarbus grypus (Heckel, 1843)
- Arabibarbus hadhrami Borkenhagen, 2014[1]